# (4587) Рис
(4587) Рис (англ. Rees) — околоземный астероид из группы Амура (III), который был открыт 30 сентября 1973 года нидерландскими астрономами К. Й. ван Хаутеном, И. ван Хаутен-Груневельд и Томом Герельсом в Паломарской обсерватории и назван в честь британского космолога и астрофизика Мартина Риса. Название было предложено нидерландским астрономом Яном Оортом.
- Орбита астероида Рис и его положение в Солнечной системе

В конце XXI 3 июля 2072 года ожидается пролёт астероида (4587) Рис рядом с планетой Марс — 0,13828 а. е. (20,686 млн км). Предыдущее тесное сближение с этой планетой состоялось 18 января 1843 года, когда он пролетел мимо Марса на расстоянии в  0,1057 а. е. (15,810 млн км). Ещё одно интересное явление ожидается 30 января 2121 года, когда (4587) Рис сблизиться с другим крупным астероидом — Вестой, пролетев мимо неё на расстоянии 0,0475 а. е. (7,11 млн км).
Орбиты малых тел наиболее подвержены изменениям и астероид (4587) Рис является наиболее ярким тому свидетельством. Согласно орбитальной классификации астероид относится к группе амуров, если его перигелий менее 1,3 а. е. На данный момент (2013 год) орбита астероида удовлетворяет этому условию, но уже в 2014 году из-за изменений орбиты перигелий данного тела сместиться вглубь Солнечной системы и станет равным 1,311 а. е., что автоматически переведёт его уже в класс астероидов, пересекающих орбиту Марса. Поэтому не исключено, что многие астероиды входящие ныне в этот класс, ранее тоже являлись амурами.